# Apex (Caroline du Nord)
Pour les articles homonymes, voir Apex.
Apex est une ville située dans le comté de Wake, en Caroline du Nord, aux États-Unis. Elle se situe en banlieue de Raleigh, à environ 25 km et à l'ouest de celle-ci.
Sa population était de 37 476 habitants au recensement de 2010.

## Géographie
Selon le Bureau du recensement des États-Unis, la ville a une superficie totale de 27,5 km², dont 27,3 km² de terre et 0,2 km² de plans d'eau, soit 0,57 % du total. Apex est bordée par les villes de Cary au nord, Raleigh à l'est, et Holly Springs au sud.

Vue du centre-ville d'Apex.

## Histoire
La ville s'est constituée en municipalité en 1873.
Le 5 octobre 2006, à approximativement 22h30, l'usine de produits chimiques EQ Industries, située dans la ville, explose et libère un nuage de chlore. Environ 17 000 personnes doivent être évacuées. Dix-huit personnes, dont un policier et des pompiers, sont légèrement intoxiquées par les fumées toxiques. les causes de l'incendie sont encore inconnues.

## Démographie
| 1880 | 1890 | 1900 | 1910 | 1920 | 1930 |
| ---- | ---- | ---- | ---- | ---- | ---- |
| 228  | 269  | 349  | 681  | 926  | 863  |

| 1940 | 1950  | 1960  | 1970  | 1980  | 1990  |
| ---- | ----- | ----- | ----- | ----- | ----- |
| 977  | 1 065 | 1 368 | 2 192 | 2 847 | 4 968 |

| 2000   | 2010   | - | - | - | - |
| ------ | ------ | - | - | - | - |
| 20 212 | 37 476 | - | - | - | - |

## Transport
Les routes principales sont l'Interstate 40, la U.S. Route 1, la U.S. Route 64 et les routes NC 55 et NC 751.
L'aéroport important le plus proche est l'Aéroport international de Raleigh-Durham.